# Brabants Centrum voor Muziektradities
Brabants Centrum voor Muziektradities is een muziekcentrum in Kampenhout in Vlaams-Brabant.
Het centrum beheert een studie- en documentatiecentrum met rond duizend publicaties over volksmuziek in Vlaanderen en de rest van Europa. Verder toont het jaarlijks afwisselende thematische tentoonstellingen, permanent de muziekinstrumentenverzameling van Hubert Boone, enkele muziekopnames en een collectie foto's van muzikanten en instrumenten. 
De collectie van Boone speelt een belangrijke rol in het centrum. Als wetenschappelijk medewerker was hij verbonden aan het Muziekinstrumentenmuseum in Brussel en bracht hij allerlei werken voort over lokale muziekgeschiedenis en volksmuziekinstrumenten. Daarnaast stond hij achter de oprichting van de volksdansgroep De Vlier en het ensemble Limbrant.
Het centrum werd op 4 december 2011 plechtig geopend in de Glazen Zaal, in aanwezigheid van vooraanstaande Vlaamse muziekbestuurders en de burgemeester. Op deze dag werd ook de tentoonstelling van het hommelgezelschap van Sint-Martens-Lennik geopend en live volksmuziek opgevoerd door het MandolinMan-kwartet. Enkele latere tentoonstellingen waren over de doedelzak en de accordeon.